# Čižice
Čižice (en allemand : Tschischitz, précédemment : Čižitz) est une commune du district de Plzeň-Sud, dans la région de Plzeň, en République tchèque. Sa population s'élevait à 577 habitants en 2022.

## Géographie
Čižice se trouve à 11 km au sud du centre de Plzeň et à 89 km au sud-ouest de Prague.
La commune est limitée par Štěnovice au nord, par Štěnovický Borek et Nebílovy à l'est, par Předenice au sud, et par Útušice à l'ouest.

## Histoire
La première mention écrite de la localité date de 1115.

## Transports
Par la route, Čižice se trouve à 15 km de Plzeň et à 99 km de Prague. 